# Bojkot Letních olympijských her 1984

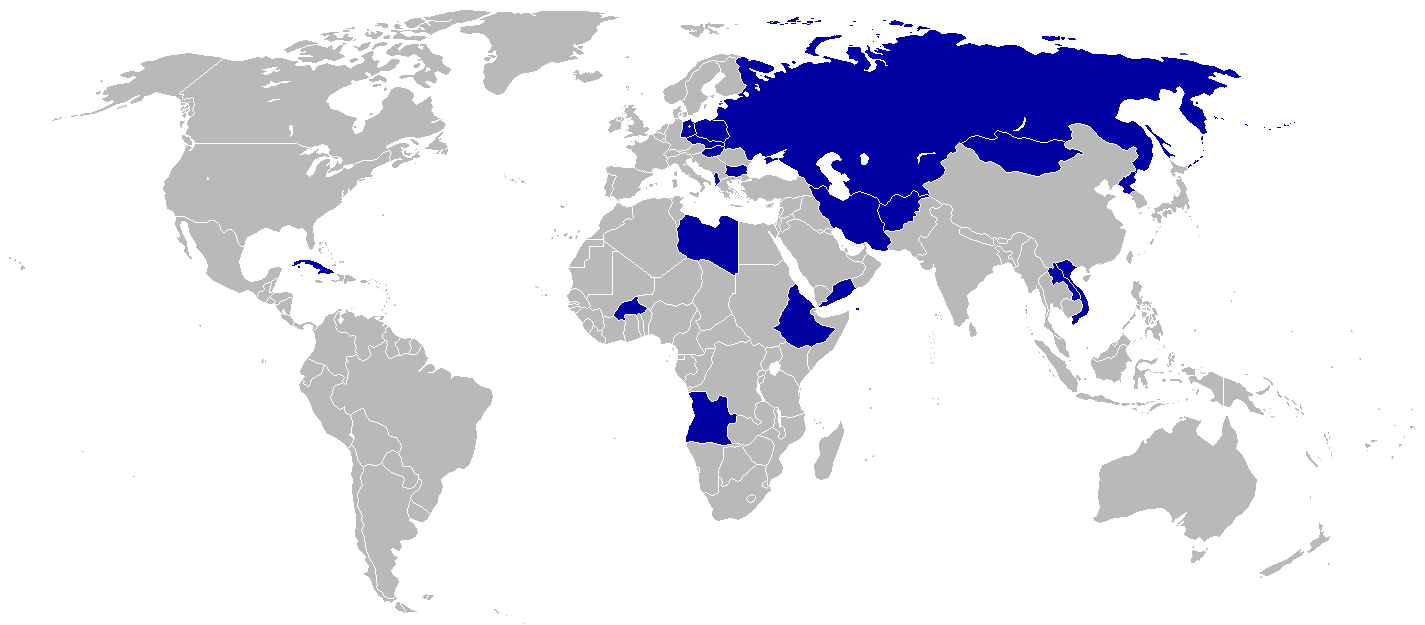
Země, které bojkotovaly hry v roce 1984, označeny modře

Bojkot Letních olympijských her v roce 1984, které se konaly v Los Angeles, následoval čtyři roky po Američany vedeném bojkotu Letních olympijských her 1980 v Moskvě. 
Bojkotu se zúčastnilo 14 satelitních států východního bloku a spojenců v čele se Sovětským svazem, který zahájil bojkot 8. května 1984. Bojkotující země zorganizovaly v červenci a srpnu téhož roku sportovní událost s názvem Družba 84. 
Olympijských her v Los Angeles se přesto zúčastnilo 140 zemí, což byl v té době rekord.

## Vyhlášení bojkotu
Sovětský svaz, vedený generálním tajemníkem Konstantinem Černěnkem, oznámil záměr bojkotovat letní olympijské hry 8. května 1984. Zdůvodnil ho obavami o bezpečnost a údajnou protisovětskou hysterií ve Spojených státech.
Po jeho oznámení se k bojkotu připojilo dalších šest satelitů sovětského východního bloku, včetně Bulharska, východního Německa (10. května),  Mongolska a Vietnamu (oba 11. května),  Laosu a Československa (oba 13. května). Čína mezitím formálně potvrdila, že se her bude účastnit.
Dále své stažení oznámil i Sověty ovládaný Afghánistán. Poté se Maďarsko (16. května) a Polsko (17. května) staly devátou a desátou komunistickou zemí, které se připojily k bojkotu. Maďarsko tvrdilo, že životy jeho sportovců by byly ohroženy, pokud by měli trávit čas v Los Angeles. Na druhou stranu Polsko uvedlo, že Spojené státy se zapojují do „kampaně zaměřené na narušení her“.
Dne 23. května se Kuba stala jedenáctou zemí, která oznámila bojkot, což se v USA dostalo na titulní strany, protože to byla „velká rána pro box a baseball“. Jižní Jemen byl dvanáctou zemí, která se odhlásila (27. května). Následovala Severní Korea.
Jako první z afrických zemí se přidala Etiopie, následovala Angola. Další byla Horní Volta, jejíž název se během olympijských her změnil na Burkina Faso.
Írán se již dříve rozhodl hry bojkotovat kvůli „vměšování Spojených států na Blízkém východě, jejich podpoře režimu okupujícímu Jeruzalém a zločinům spáchaným USA v Latinské Americe, zejména v Salvadoru“. Írán a Albánie byly jediné země, které bojkotovaly jak olympijské hry v roce 1980 v Moskvě, tak v roce 1984 v Los Angeles. Libye také bojkotovala olympiádu poté, co byl libyjským novinářům v červenci odepřen vstup do USA, když Libye v roce 1983 oznámila zákaz vývozu z USA do Libye a obnovení zákazů cestování do Libye pro držitele amerických pasů. Libye a Etiopie byly jediné země, které se nezúčastnily her v Montrealu 1976 a 1984 v Los Angeles.
Jedinými zeměmi východního bloku, které se her v Los Angeles zúčastnily, bylo Rumunsko a Jugoslávie. Jejich sportovci sklidili při zahajovacím ceremoniálu bouřlivé ovace. Rumuni získali 53 medailí a v celkovém počtu medailí tak skončili na hrách třetí.

## Hypotéza pomsty
Většina světových médií interpretovala sovětský bojkot jako odvetu za americký bojkot her v Moskvě v roce 1980, který byl reakcí na sovětskou invazi do Afghánistánu v roce 1979.
Americký prezident Ronald Reagan později vyjádřil přesvědčení, že Sověti se obávali, že by někteří jejich sportovci mohli přeběhnout.

## Sovětský plán dopingu
Dokumenty získané v roce 2016 odhalily plány Sovětského svazu na vznik celostátního dopingového systému v atletice, v rámci přípravy na olympijské hry v Los Angeles. Dokument, pocházejí z doby před rozhodnutím země hry bojkotovat, podrobně popisoval stávající steroidový program a návrhy na jeho zlepšení. Zprávu pro šéfa atletiky v Sovětském svazu připravil Sergej Portugalov z Institutu tělesné kultury. Portugalov byl také jednou z hlavních postav ruského dopingového programu před letními olympijskými hrami v roce 2016. Podle Bryana Fogela, režiséra filmu Icarus z roku 2017, mohly být hlavním důvodem sovětského bojkotu přísnější dopingové kontroly.

## Bojkotující země
Země jsou uvedeny v pořadí podle data stažení.
- Sovětský svaz
- Bulharsko
- Východní Německo
- Mongolsko
- Vietnam
- Laos
- Československo
- Afghánská DR
- Maďarsko
- Polsko
- Kuba
- Jižní Jemen
- Etiopie
- Severní Korea
- Angola

Všechny výše uvedené asijské země také bojkotovaly Asijské hry v roce 1986 v Soulu v Jižní Koreji.
Čtyři další země také bojkotovaly hry s odkazem na politické důvody, ale nebyly součástí sovětského bojkotu:
- Albánie
- Írán
- Libye
- Horní Volta/ Republika Horní Volta/Burkina Faso

## Alternativní sportovní událost
Pro bojkotující země zorganizovali Sověti hry s názvem Družba 84. Na hrách se soutěžilo ve 22 olympijských disciplínách a dále ve stolním tenisu, tenisu a sambu. Sovětský svaz byl nejúspěšnějším účastníkem se ziskem 126 zlatých medailí a 282 medailí celkem.